# Alexandre Levy
Alexandre Levy (São Paulo; 10 de noviembre de 1864 - ib.; 17 de enero de 1892) fue un compositor, pianista y director de orquesta brasileño. 
Fue pionero en la fusión de la composición clásica con la música popular y los ritmos populares de Brasil. Levy murió prematuramente a los 27 años y su ciudad natal otorga un prestigioso premio en su nombre. Es  miembro conocido del club de los 27.